# Hydaticus wattsi
Hydaticus wattsi är en skalbaggsart som beskrevs av Daussin 1980. Hydaticus wattsi ingår i släktet Hydaticus och familjen dykare. Inga underarter finns listade i Catalogue of Life.